# Барабанов, Евгений Викторович
Евгений Викторович Барабанов (2 ноября 1943, Ленинград) — советский и российский искусствовед, историк русской философии и литературы, теолог, почётный доктор теологии Тюбингенского университета.

## Биография
В 1971 году окончил исторический факультет МГУ (кафедра истории и теории искусства). Сотрудничал в журнале «Декоративное искусство СССР» и издательстве «Искусство». С 1975 по 1988 год руководил детской изостудией. 
Публиковал в самиздате статьи по вопросам философии и о неофициальном искусстве. С конца 70-х годов организовывал квартирные семинары по радикальной немецкой теологии XX века.
В 1973 году Евгений Барабанов опубликовал «Открытое письмо» с протестом против тотального контроля власти над судьбой отечественной культуры, вызвавшее поддержку мировой общественности. В 1974 году принял участие в опубликованном издательством ИМКА-Пресс в Париже сборнике «Из-под глыб».
Почётный доктор теологии католического факультета Тюбингенского университета.